# A fekete bojtár
A fekete bojtár magyar filmdráma, melyet 2015-ben mutattak be Vitézy László rendezésében. A film a szegényparaszti sorból kiemelkedett Sinka István író-költőnek állít emléket – részben az ő műveinek feldolgozásával –, a két főszereplőt Adorjáni Bálint és Bánovits Vivianne alakította.

## Rövid ismertető
Sinka István fiatal korában pásztorkodással kereste a kenyerét, az alföldi tanyavilágban a beceneve fekete bojtár volt (később irodalmi műveiben is használta ezt az elnevezést önmagára, vagy egy magára hasonlító karakterre vonatkozóan). Társai közül nemcsak becsületes voltával tűnik ki, de műveltségével, olvasottságával is. Szerelmével, Piroskával már a jövőjüket tervezgetik, amikor váratlan tragédia történik… A készítők a film összeállításakor felhasználták Sinka Fekete bojtár vallomásai című, önéletrajzi ihletésű írását és Móricz Zsigmond Barbárok című novelláját is.

## Közreműködők

### Szereplők
- Adorjáni Bálint – Sinka István
- Bánovits Vivianne – Piroska
- Szirtes Ági – Édes
- Szarvas József – pusztagazda
- Tóth Ildikó – pusztagazda felesége
- Koncz Gábor – révész
- Nagy Mari – a révész felesége
- Oszter Sándor – bíró
- Székely B. Miklós – mesélő
- Reviczky Gábor – Veres juhász
- Nyakó Júlia – cigányasszony

### Alkotók
- Rendező: Vitézy László
- Segédrendező: Piti Attila
- Forgatókönyvíró: Pozsgai Zsolt, Vitézy László
- Operatőr: Markert Károly, Pap Ferenc

## Kritikák a filmről
- Jakab-Benke Nándor: Sömmi. Vitézy László: A fekete bojtár. Filmtett.ro, 2016. március 30.; hozzáférés: 2024. július 3.